# Kamienica Bonerowska w Krakowie
Kamienica Bonerowska (także Kamienica Firlejowska) – zabytkowa kamienica znajdująca się w Krakowie, w dzielnicy I przy Rynku Głównym 9, na Starym Mieście.
Należała do Seweryna Bonera ożenionego z Zofią z Betmanów, potem dom trafił w ręce Firlejów – tu do chrztu Henryka Firleja trzymał Henryk III Walezy. W kamienicy odbyły się zaślubiny Maryny Mniszkówny z Dymitrem Samozwańcem.
Pierwotnie gotycka, w XVI wieku przebudowana na renesansową i zwieńczona ogromną 9-metrową attyką z manierystycznymi pozłacanymi rzeźbami. Attykę usunięto w XIX wieku, jednak oryginalne rzeźbione hermy zachowały się i na tej podstawie attykę zrekonstruowano w 1962 roku. Zrekonstruowano także gotycko-renesansowe obramowania okien na 1 piętrze. Portal późnobarokowy z XVIII wieku pierwotnie posiadał po bokach figury.
W kamienicy jest przejście do ulicy Stolarskiej zwane Pasażem Bielaka.
23 lutego 1968 kamienica została wpisana do rejestru zabytków. Znajduje się także w gminnej ewidencji zabytków.

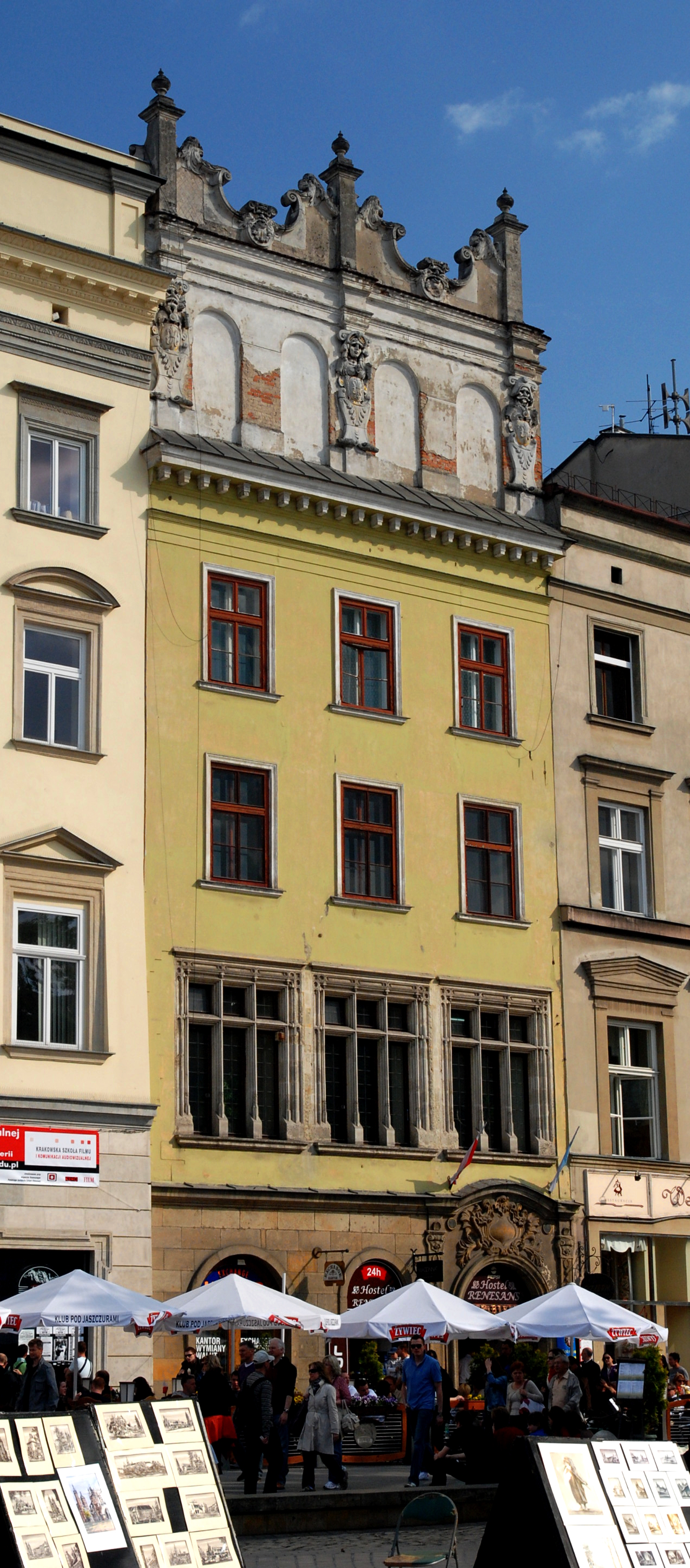
Stan w 2009, przed remontem
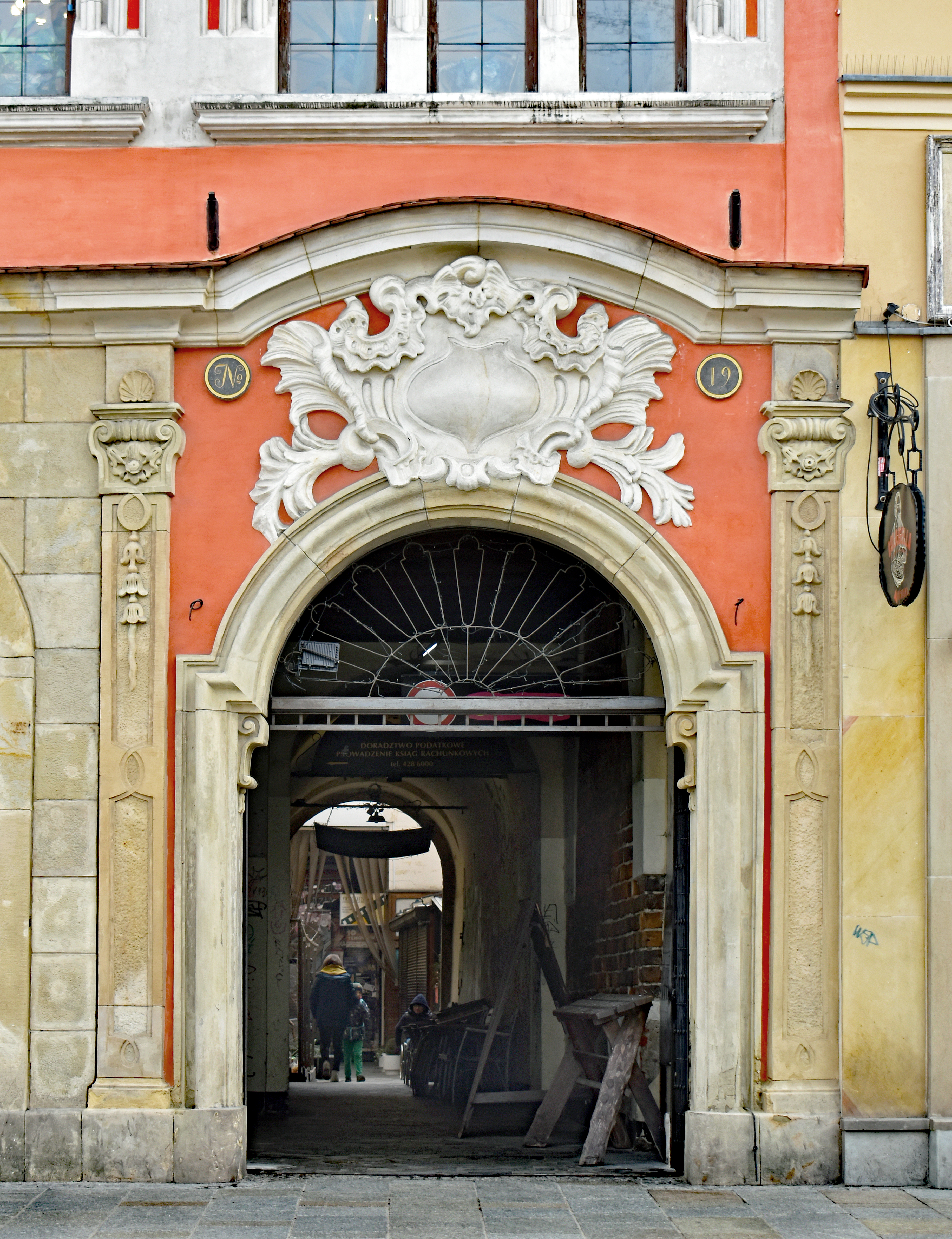
Brama kamienicy, wejście do Pasażu Bielaka